# برادي ليمان
برادي ليمان (بالإنجليزية: Brady Leman)‏ (و. 1986  م) هو متزحلق حر كندي، ولد في كالغاري، شارك في الألعاب الأولمبية الشتوية 2014، والألعاب الأولمبية الشتوية 2018.
.

## روابط خارجية
- برادي ليمان على موقع الاتحاد الدولي للتزلج (التزلج على المنحدرات الثلجية) (الإنجليزية)
- برادي ليمان على موقع الاتحاد الدولي للتزلج (التزلج الحر) (الإنجليزية)
- برادي ليمان على موقع اللجنة الأولمبية الدولية (الإنجليزية)
- برادي ليمان على موقع أوليمبيديا (الإنجليزية)
- برادي ليمان على موقع اللجنة الأولمبية الكندية (الإنجليزية)
- برادي ليمان على موقع ألعاب إكس (مؤرشف) (الإنجليزية)